# Darren Lockyer
 (avril 2025).
Si vous disposez d'ouvrages ou d'articles de référence ou si vous connaissez des sites web de qualité traitant du thème abordé ici, merci de compléter l'article en donnant les références utiles à sa vérifiabilité et en les liant à la section « Notes et références ».

a Compétitions nationales et continentales officielles uniquement.

b Matchs officiels uniquement.
Darren Lockyer, né le 24 mars 1977 à Brisbane, est un joueur de rugby à XIII international australien au poste d'arrière puis de demi d'ouverture entre 1995 et 2011.
Il fait toute sa carrière sportive au sein d'un même club, les Brisbane Broncos. À tout juste vingt ans, après s'être imposé dans son club à ses dix-huit ans, il connait ses premières sélections nationales. Il marque profondément l'histoire de son sport, élu meilleur joueur du monde en 2003 et 2006, vainqueur de la coupe du monde 2000, de la National Rugby League en 1997 (alors Super League), 1998, 2000 et 2006, et enfin du State of Origin en 1998, 2001, 2006, 2007, 2009, 2010 et 2011. Il met un terme à sa carrière en 2011 à l'issue du Four Nations.

Il est considéré comme un des meilleurs treizistes de tous les temps. Il est à l'heure actuelle le recordman de capes internationales (59 matchs pour l'Australie, également meilleur marqueur avec 35 essais), en State of Origin (36 matchs pour le Queensland) et en NRL (355 matchs pour Brisbane, également meilleur réalisateur avec 1195 points). Au cours de ses 17 ans de carrière, il n'a jamais été suspendu ou même cité par commission de discipline de la NRL.

## Biographie

### Enfance et débuts professionnels
Lockyer naît à Brisbane le 24 mars 1977. Enfant, il grandit à Brisbane et débute par le football australien avant que ses parents déménagent à Wandoan puis à Roma, où dans ces deux dernières villes il ne se trouvait aucun club de football australien. Il décide alors de s'adonner au rugby à XIII.
Il fait ses débuts professionnels avec les Brisbane Broncos le 25 juin 1995 contre les Parramatta Eels pour une victoire 60-14 à l'âge de dix-huit ans. À l'issue de cette saison 1995 avec onze matchs (trois essais marqués), il est désigné meilleur débutant de l'année des Brisbane Broncos où il évolue au poste de centre ou de demi d'ouverture. Il montre rapidement ses qualités sur le plan de la créativité offensive et sur le plan défensif.

### Lockyer au poste d'arrière
Lors de la saison 1996, Lockyer fait une grande partie de la saison sur le banc hormis quelques titularisations au poste de demi d'ouverture. En 1997, Lockyer est titularisé d'entrée au poste d'arrière, poste qu'il ne quitte pas de la saison. Ses bonnes performances, meilleur scoreur des Brisbane Broncos et vainqueur de la Super League, lui permettent d'être appelé en "Super League Tri-series" puis la sélection australienne de Super League pour un Test-match contre la Grande-Bretagne en Angleterre.
En 1998, après la réunification de la Super League et de l'Australie Rugby League donnant naissance à la National Rugby League, Lockyer poursuit ses bonnes performances qui l'amène à devenir arrière de l'équipe du Queensland pour le State of Origin et de l'équipe d'Australie, cette dernière contre la Nouvelle-Zélande, enfin il est de nouveau le meilleur scoreur des Brisbane Broncos, devenant le meilleur scoreur des Broncos sur une saison avec 272 points marqués. De plus, les Broncos atteignent la finale de la NRL, où avec ses cinq transformations sur sept tentatives permettent de remporte son second championnat d'affilée.
En 1999, il n'est plus le buteur des Brisbane Broncos, rôle désormais attribué à Ben Walker, il remporte cette année le Tri-Nations 1999 mais vit une saison difficile avec les Broncos qui terminent huitième de la saison régulière et est éliminé dès le premier match en phase finale.
Lors de la saison 2000, Lockyer remporte son troisième titre avec les Broncos avec une nouvelle victoire en NRL contre les Sydney Roosters, Lockyer est désigné homme du match (le trophée Clive Churchill Medal) ainsi que l'Australian Sports Medal pour sa contribution au rugby à XIII australien et pour avoir permis à la sélection australienne de remporter la coupe du monde 2000 où il inscrit un essai en finale. Il est alors considéré comme le meilleur arrière du monde.
En mars 2001, l'Australian Football League (AFL) par l'intermédiaire l'Essendon Football Club propose à Lockyer de changer de code et lui offre un gros contrat, toutefois Lockyer refuse et choisit de rester au rugby à XIII. Il devient capitaine de l'équipe du Queensland lors du State of Origin en remplacement de Gorden Tallis blessé, dans le troisième match décisif de cette compétition, il est élu homme du match après avoir inscrit deux essais et permis à Queensland de s'imposer. En fin d'année 2001, il est sélectionné pour la tournée de l'équipe d'Australie en Grande-Bretagne.
En 2002, il est meilleur marqueur d'essai des Broncos aux côtés de Lote Tuqiri et Chris Walker, il remporte par ailleurs le titre de meilleur joueur du club lors des saisons 2002 et 2003. En fin d'année 2003, la retraite internationale de Tallis permet à Lockyer de devenir le capitaine de l'équipe d'Australie pour une tournée. Il remporte cette année 2003 le prestigieux titre de meilleur joueur du monde ("Golden Boot Award").

### Lockyer au poste de demi d'ouverture

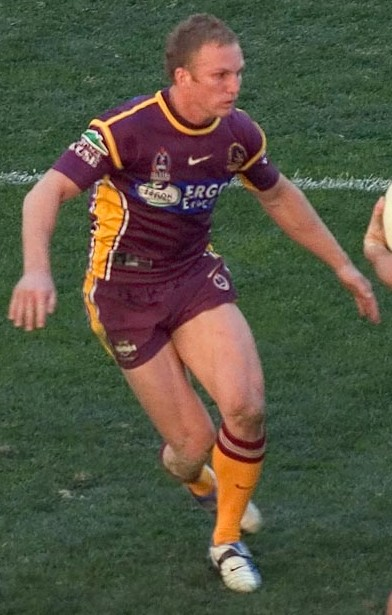
Lockyer sous le maillot des Broncos.

En 2004, l'entraîneur des Broncos Wayne Bennett décide de déplacer Lockyer du poste d'arrière à celui de demi d'ouverture où il a plus de possibilités au jeu à la main, poste libéré par le départ de Ben Ikin, son poste d'arrière est désormais occupé par un jeune talent de dix-sept ans Karmichael Hunt. Malgré le manque d'expérience à ce poste, Lockyer s'impose très vite à ce poste tout comme en équipe d'Australie et du Queensland où il est capitaine. Il reçoit au cours de cette année un coup sur sa gorge durant un match qui endommage son larynx et provoque une voix enrouée, toutefois Lockyer refuse depuis de se faire opérer. Tallis prend sa retraite sportive cette fois-ci, passant le brassard de capitaine à Lockyer à partir de la saison 2005 où celui-ci termine meilleur scoreur du club.
En 2006, en raison d'un mauvais début de saison, des critiques s'élèvent contre Lockyer qui réclament son retour au poste d'arrière en équipe d'Australie et du Queensland au profit de Johnathan Thurston, toutefois après la victoire 50-12 contre la Nouvelle-Zélande et le succès au State of Origin (Queensland remporte son premier State of Origin après trois succès de la Nouvelle-Galles du Sud) où il est désigné meilleur joueur du tournoi, ces critiques se sont tues. Sur sa lancée, il permet aux Broncos d'atteindre les phases finales et remporter la National Rugby League contre le Melbourne Storm 15-8 où il inscrit deux transformations et un drop décisif. Il s'agit pour Lockyer de son quatrième titre de championnat, le premier en tant que capitaine et termine avec Tame Tupou meilleur marqueur d'essais de club. En sélection, il emmène l'Australie à la victoire au Tri-Nations 2006. Pour la seconde fois, il est désigné meilleur joueur du monde ("Golden Boot Award").

#### Vie Privée

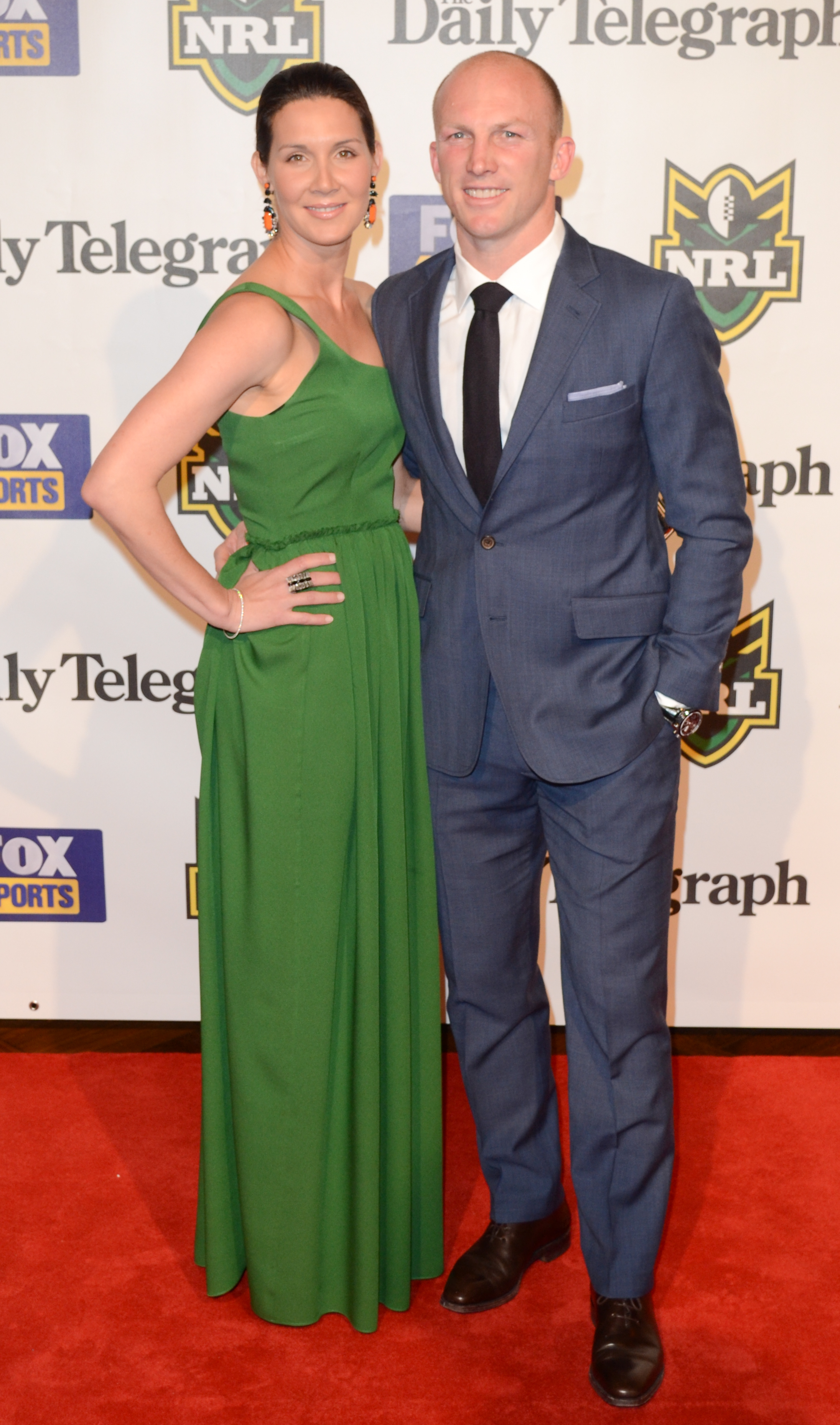
Lockyer et sa femme au Dally M Medal

## Palmarès
- Collectif :
  - Vainqueur de la coupe du monde, : 2000.
  - Vainqueur du State of Origin : 1998, 2001, 2006, 2007, 2009 et 2010.
  - Vainqueur du All Stars Match : 2011.
  - Vainqueur du Tournoi des Quatre Nations (et Tri-Nations) : 1999, 2004, 2006 et 2009.
  - Vainqueur du National Rugby League : 1997 (alors Super League), 1998, 2000 et 2006.

- Individuel :
  - Élu Golden Boot  : 2003 et 2006.
  - Meilleur joueur du State of Origin : 2006 (Queensland).
  - Meilleur scoreur des Brisbane Broncos : 1997 (Super League), 1998, 2005.
  - Meilleur marqueur d'essais des Brisbane Broncos : 2002 et 2006.

## Détails

### En sélection
| Année | Compétition    | Rang      | Résultats Australie | Résultats D. Lockyer | Matchs D. Lockyer |
| ----- | -------------- | --------- | ------------------- | -------------------- | ----------------- |
| 1999  | Tri-Nations    | Vainqueur | 3 v, 0 n, 0 d       | 3 v, 0 n, 0 d        | 3/3               |
| 2000  | Coupe du monde | Vainqueur | 6 v, 0 n, 0 d       | 5 v, 0 n, 0 d        | 5/6               |
| 2004  | Tri-Nations    | Vainqueur | 3 v, 0 n, 2 d       | 2 v, 0 n, 1 d        | 4/5               |
| 2005  | Tri-Nations    | Finaliste | 3 v, 0 n, 2 d       | 3 v, 1 n, 0 d        | 3/5               |
| 2006  | Tri-Nations    | Vainqueur | 4 v, 0 n, 1 d       | 3 v, 1 n, 0 d        | 4/5               |
| 2008  | Coupe du monde | Finaliste | 4 v, 0 n, 1 d       | 3 v, 0 n, 1 d        | 4/5               |
| 2009  | Quatre Nations | Vainqueur | 4 v, 0 n, 0 d       | 4 v, 0 n, 0 d        | 4/4               |
| 2010  | Quatre Nations | Finaliste | 3 v, 0 n, 1 d       | 2 v, 0 n, 1 d        | 3/4               |

### En sélection représentatives
| Année | Compétition     | Rang      | Résultats Sélection | Résultats D. Lockyer | Matchs D. Lockyer |
| ----- | --------------- | --------- | ------------------- | -------------------- | ----------------- |
| 1998  | State of Origin | Vainqueur | 2 v, 0 n, 1 d       | 2 v, 0 n, 1 d        | 3/3               |
| 1999  | State of Origin | Vainqueur | 1 v, 1 n, 1 d       | 0 v, 0 n, 1 d        | 1/3               |
| 2000  | State of Origin | Perdant   | 0 v, 0 n, 3 d       | 0 v, 0 n, 3 d        | 3/3               |
| 2001  | State of Origin | Vainqueur | 2 v, 0 n, 1 d       | 2 v, 0 n, 1 d        | 3/3               |
| 2002  | State of Origin | Vainqueur | 1 v, 1 n, 1 d       | 1 v, 1 n, 1 d        | 3/3               |
| 2003  | State of Origin | Perdant   | 1 v, 0 n, 2 d       | 1 v, 0 n, 2 d        | 3/3               |
| 2004  | State of Origin | Perdant   | 1 v, 0 n, 2 d       | 1 v, 0 n, 1 d        | 2/3               |
| 2005  | State of Origin | Perdant   | 1 v, 0 n, 2 d       | 1 v, 0 n, 2 d        | 3/3               |
| 2006  | State of Origin | Vainqueur | 2 v, 0 n, 1 d       | 2 v, 0 n, 1 d        | 3/3               |
| 2007  | State of Origin | Vainqueur | 2 v, 0 n, 1 d       | 2 v, 0 n, 1 d        | 3/3               |
| 2009  | State of Origin | Vainqueur | 2 v, 0 n, 1 d       | 2 v, 0 n, 1 d        | 3/3               |
| 2010  | NRL All Stars   | Perdant   | 0 v, 0 n, 1 d       | 0 v, 0 n, 1 d        | 1/1               |
| 2010  | State of Origin | Vainqueur | 3 v, 0 n, 0 d       | 3 v, 0 n, 0 d        | 3/3               |
| 2011  | NRL All Stars   | Vainqueur | 1 v, 0 n, 0 d       | 1 v, 0 n, 0 d        | 1/1               |

### En clubs
| Saison         | Club             | Compétition    | Matchs | Points | Essais | Buts | Drops |
| -------------- | ---------------- | -------------- | ------ | ------ | ------ | ---- | ----- |
| 1995           | Brisbane Broncos | ARL            | 11     | 21     | 3      | 4    | 1     |
| 1996           | Brisbane Broncos | ARL            | 20     | 54     | 7      | 13   | 0     |
| 1997           | Brisbane Broncos | SL             | 20     | 168    | 7      | 70   | 0     |
| 1998           | Brisbane Broncos | NRL            | 26     | 272    | 19     | 98   | 0     |
| 1999           | Brisbane Broncos | NRL            | 22     | 60     | 6      | 17   | 2     |
| 2000           | Brisbane Broncos | NRL            | 25     | 54     | 11     | 5    | 0     |
| 2001           | Brisbane Broncos | NRL            | 27     | 62     | 7      | 16   | 2     |
| 2002           | Brisbane Broncos | NRL            | 24     | 62     | 15     | 1    | 0     |
| 2003           | Brisbane Broncos | NRL            | 20     | 41     | 9      | 2    | 1     |
| 2004           | Brisbane Broncos | NRL            | 19     | 51     | 2      | 21   | 1     |
| 2005           | Brisbane Broncos | NRL            | 21     | 137    | 8      | 52   | 1     |
| 2006           | Brisbane Broncos | NRL            | 26     | 95     | 13     | 19   | 5     |
| 2007           | Brisbane Broncos | NRL            | 14     | 57     | 2      | 23   | 3     |
| 2008           | Brisbane Broncos | NRL            | 17     | 9      | 2      | 0    | 1     |
| 2009           | Brisbane Broncos | NRL            | 23     | 16     | 4      | 0    | 0     |
| 2010           | Brisbane Broncos | NRL            | 18     | 16     | 4      | 0    | 0     |
| 2011           | Brisbane Broncos | NRL            | 22     | 16     | 3      | 0    | 2     |
| Total Brisbane | Total Brisbane   | Total Brisbane | 355    | 1195   | 123    | 341  | 21    |